# Sinh vật phân giải

Nấm trên thân cây này là các sinh vật phân giải.

Sinh vật phân giải hay sinh vật phân hủy là các sinh vật phân hủy các sinh vật đã chết hoặc đang thối rữa, và để làm vậy, chúng tiến hành các quy trình phân hủy tự nhiên. Giống như động vật ăn cỏ và động vật săn mồi, sinh vật phân giải là sinh vật dị dưỡng, có nghĩa là chúng sử dụng các chất hữu cơ để lấy năng lượng, cacbon và dinh dưỡng để lớn lên và phát triển. Trong khi thuật ngữ sinh vật phân giải và sinh vật ăn mùn bã thường được dùng thay nhau, sinh vật ăn mùn bã phải tiêu hóa vật chất đã chết thông qua các quá trình bên trong, trong khi đó sinh vật phân giải có thể hấp thụ chất dinh dưỡng trực tiếp thông qua các quá trình hóa học và sinh học, từ đó phân hủy các vật chất mà không cần tiêu hóa nó. 
Do đó, động vật không xương sống ví dụ như giun đất, rệp gỗ và hải sâm chính xác là sinh vật ăn mùn bã chứ không phải sinh vật phân giải, vì chúng phải tiêu hóa dinh dưỡng và không thể hấp thụ chúng bên ngoài.

## Nấm
Sinh vật phân giải giải rác chủ yếu trong nhiều hệ sinh thái là nấm. Không giống như vi khuẩn là các sinh vật đơn bào, hầu hết nấm ăn chất thối rữa mọc thành một mạng lưới các nhánh gọi là sợi nấm. Trong khi vi khuẩn chỉ giới hạn trong việc phát triển và ăn trên bề mặt của vật chất hữu cơ thì nấm có thể sử dụng sợi nấm của nó để thâm nhập vào các phần lớn hơn của vật chất hữu cơ. Thêm nữa, duy nhất nấm phân hủy gỗ đã phát triển một loại enzym cần thiết để phân hủy lignin, một chất hóa học phức tạp có trong gỗ. Hai yếu tố này khiến cho nấm trở thành sinh vật phân giải chính trong rừng, nơi rác thải có mật độ lignin cao hơn và thường xuất hiện những mảnh lớn. Nấm phân giải các chất hữu cơ bằng cách giải phóng enzym để phân hủy các vật chất đang phân rã, sau đó chúng hấp thụ dinh dưỡng trong thứ đó. Các sợi nấm được sử dụng để phân hủy vật chất và hấp thụ dinh dưỡng cũng được sử dụng để sinh sản. Khi hai sợi nấm nấm tương thích với nhau phát triển gần nhau, chúng sẽ hợp nhất lại với nhau để sinh sản và tạo thành một cây nấm khác.